# CANDY POP GALAXY BOMB !!/キズナPUNKY ROCK !!
「CANDY POP GALAXY BOMB !!/キズナPUNKY ROCK !!」（キャンディー・ポップ・ギャラクシー・ボム!!/キズナ・パンキー・ロック!!）は、Cheeky Paradeの4枚目のシングル。2014年12月3日にiDOL Streetから発売された。

## 概要
「CD+Blu-ray盤」、「Loppi・HMV限定盤」、「イベント会場・mu-moショップ限定盤」の3形態で発売。「CD+Blu-ray盤」と「Loppi・HMV限定盤」には、初回特典として握手会イベント参加券を封入。
また、2015年4月8日には「イベント会場/mu-moショップ限定商品」（ミュージックカード×10形態）も発売。単品販売のほか、「Girls Street EXPO イベント参加券」付きのミュージックカード2枚同時購入セットも販売された。
「CANDY POP GALAXY BOMB !!」は7分を超える楽曲で、転調を繰り返して7つのシーンが展開される。
「キズナPUNKY ROCK !!」では、「G線上のアリア」がサンプリングされている。

## 収録曲

### CD+Blu-ray盤
1. CANDY POP GALAXY BOMB !!
作詞：RESiA209　作曲・編曲：HIKIE
2. キズナPUNKY ROCK !!
作詞：RESiA209　作曲・編曲：上村伸太郎

Blu-ray
1. CANDY POP GALAXY BOMB !! (Music Video)

### Loppi・HMV限定盤
1. CANDY POP GALAXY BOMB !!
2. キズナPUNKY ROCK !!
3. 片想いファクトリー (ボサノバVer)
4. チェケラ (ヘビメタVer)

### イベント会場・mu-moショップ限定盤
1. CANDY POP GALAXY BOMB !!
2. キズナPUNKY ROCK !!
3. CANDY POP GALAXY BOMB !! (Instrumental)
4. キズナPUNKY ROCK !! (Instrumental)

### ミュージックカード
1. CANDY POP GALAXY BOMB !!-Music Video Ver-

## イベント
| 日程           | 公演名                     | 会場                                                                 | 備考 |
| -------------- | -------------------------- | -------------------------------------------------------------------- | --- |
| 2014年11月8日  | 発売記念ミニライブ＆握手会 | トレッサ横浜                                                         | 2回公演 |
| 2014年11月9日  | 発売記念ミニライブ＆握手会 | ラゾーナ川崎プラザ                                                   | 1回公演 |
| 2014年11月24日 | 発売記念ミニライブ＆握手会 | イオンモール川口前川                                                 | 2回公演。「Cheeky Parade × GEM 超絶予約イベント Cheeky Parade「CANDY POP GALAXY BOMB !!/キズナPUNKY ROCK !!」GEM「Star Shine Story」発売記念ミニライブ&握手会」と銘打ったGEMとの合同公演。 |
| 2014年11月30日 | 発売記念ミニライブ＆握手会 | ららぽーと柏の葉                                                     | 2回公演 |
| 2014年12月2日  | 発売記念リリース週イベント | SHIBUYA TSUTAYA 山野楽器たまプラーザテラス店 TSUTAYA EBISUBASHI      | 握手会 |
| 2014年12月3日  | 発売記念リリース週イベント | タワーレコード渋谷店 タワーレコード新宿店 タワーレコード大津パルコ店 | 握手会 |
| 2014年12月4日  | 発売記念リリース週イベント | アキバソフマップ1号店 HMVルミネ池袋 タワーレコード梅田NU茶屋町店     | 握手会 |
| 2014年12月6日  | 発売記念リリース週イベント | ダイバーシティ東京プラザ                                             | ミニライブ・握手会。2回公演。 |
| 2014年12月7日  | 発売記念リリース週イベント | アーバンドック ららぽーと豊洲                                        | ミニライブ・握手会。2回公演。 |
| 2014年12月27日 | 発売記念2ショット撮影会    | AP秋葉原                                                             | mu-moショップで販売された参加券付き商品購入者対象。3部制。1月12日は追加イベント。 |
| 2014年12月28日 | 発売記念2ショット撮影会    | DDD青山クロスシアター                                                | mu-moショップで販売された参加券付き商品購入者対象。3部制。1月12日は追加イベント。 |
| 2015年1月12日  | 発売記念2ショット撮影会    | AP秋葉原                                                             | mu-moショップで販売された参加券付き商品購入者対象。3部制。1月12日は追加イベント。 |

※他、各イベントにおいてCD予約購入者対象の握手会も開催された。